# جيمس أ. ديفيس
جيمس أ. ديفيس (بالإنجليزية: James A. Davis)‏ هو عالم اجتماع أمريكي، ولد في 1929، وتوفي في 29 سبتمبر 2016.